# The First
The First é o primeiro álbum de estúdio em japonês da boy band sul-coreana SHINee. O álbum foi programado para ser lançado em 23 de novembro de 2011, mas foi adiado para, 7 de dezembro de 2011 no Japão pela EMI Music Japan. O álbum conta com três singles lançados, "Replay", "Juliette" e "Lucifer", os quais foram classificados dentro dos três primeiros nas paradas da Oricon.

## Antecedentes e lançamento
Cinco das canções do álbum foram lançadas como singles A-side, "Replay", "Juliette" e "Lucifer", no Japão. Shinee é o primeiro artista estrangeiro na história da Oricon em 44 anos, que lançou três singles diferentes e todos os três têm classificão entre três primeiros. Em 13 de janeiro de 2012, foi anunciado que The First tinha certificado com disco de Ouro pela venda de mais de 100.000 cópias.
O álbum foi lançado em três versões, uma edição especial limitada, a caixa contém um DVD, um livro de fotos com 88 páginas, um crachá para MP3 player, incluindo todas as faixas do álbum, e um calendário inicial de 2012. O DVD inclui resumo da "Japan Debut Premium Reception Tour" e jacket photo shooting. A editon limitada contém um DVD, um livro de fotos de 68 páginas, e um calendário de mesa para 2012. A edição limitada contém um DVD, um livro de fotos com 68 páginas, e um calendário de mesa de 2012. O DVD inclui resumo de "Japan Debut Premium Reception Tour in Japan" e "Japan Debut Premium Reception Tour in London" e uma edição regular contém uma faixa bônus "Stranger", o tema principal da série de TV "Strangers 6". Também vem com livro de fotos com 44 páginas.

## Promoção
Shinee realizou uma apresentação comemorativa para o lançamento bem sucedido de seu primeiro álbum no Japão, "The First" no dia 24 de dezembro, no Tokyo International Forum Hall A. A apresentação ocorreu três vezes, a fim de acomodar os 15 mil fãs que ganharam um sorteio para participar. Onew abriu o concerto gritando: "Vamos nos divertir com SHINee hoje". Eles realizaram um total de seis músicas, incluindo seu single de estreia, "Replay" e "Lucifer", bem como uma nova música de seu álbum chamada "To Your Heart".

### The First Japan Arena Tour
Shinee realizou uma turnê de 20 shows em sete locais ao redor do Japão, com esta visita Shinee tornou-se o primeiro grupo coreano a estabelecer um recorde com o maior número de pessoas presente com um total de 200 mil pessoas na primeira turnê no Japão.

## Lista de faixas
| N.º            | Título                                                    | Letras                                        | Música                                                                              | Duração |  |
| 1.             | "Lucifer" (versão em japonês)                             | STY                                           | Ryan Jhun, Yoo Young Jin, Adam Kapit, Bebe Rexha                                    | 3:54    |  |
| 2.             | "Amigo" (versão em japonês)                               | Shoko Fyhubayashi                             | Jimmy Andrew Richard, Michael Edward Snyder, Gabriel Steve Lopez, Sean Alexander    | 2:58    |  |
| 3.             | "Juliette" (versão em japonês)                            | Jonghyun, Natsumi Kobayashi (Japanese lyrics) | Mikkel Remme Sigvardt, Jay Sean, Mich Hansen, Joseph Belmatti                       | 3:26    |  |
| 4.             | "Better"                                                  | Sara Sakurai                                  | Steven Lee, Sean Alexander, Drew R. Scott                                           | 3:11    |  |
| 5.             | "To Your Heart"                                           | Kanata Okajima                                | Erik Lidbom, Jon Hallgren                                                           | 3:21    |  |
| 6.             | "Always Love"                                             | Natsumi Kobayashi                             | Denzil "DR" Remedios, Ryan Jhun, Kibwe "12keyz" Luke                                | 3:44    |  |
| 7.             | "Replay (Kimi wa Boku no Everything)" (versão em japonês) | HIRO                                          | Jason Pennock, Tchaka Diallo, James Burney II, Ravaughn Nichelle Brown, Jach Kugell | 3:35    |  |
| 8.             | "Start"                                                   | Sara Sakurai                                  | Josef Salimi, Drew R. Scott, Sammy Naja                                             | 3:56    |  |
| 9.             | "Love Like Oxygen" (versão em japonês)                    | Natsumi Kobayashi                             | Sigvart Mikkel Remee, Secon Lucas, Troelsen Thomas                                  | 3:03    |  |
| 10.            | "Hello" (versão em japonês)                               | Natsumi Kobayashi                             | Tim Mcewan, Jess Cates, Lars Jensen                                                 | 3:04    |  |
| 11.            | "The Shinee World" (versão em japonês)                    | Kanata Nakamura                               | Yoo Young Jin                                                                       | 3:56    |  |
| 12.            | "Seesaw"                                                  | Kanata Okajima                                | Schaffer Smith, Chris James                                                         | 2:41    |  |
| 13.            | "Stranger" (Bonus track)                                  | Natsumi Kobayashi                             | Kenzie                                                                              | 3:13    |  |
| Duração total: | Duração total:                                            | Duração total:                                | Duração total:                                                                      | 43:59   |  |

| DVD |                                                        |         |  |
| N.º | Título                                                 | Duração |  |
| 1.  | "Japan Debut Premium Reception Digest Movie in Japan"  |         |  |
| 2.  | "Japan Debut Premium Reception Digest Movie in London" |         |  |
| 3.  | "Jacket Shooting Sketch" (edição limitada)             |         |  |

## Desempenho nas paradas

### Oricon Chart
| Oricon Chart         | Posição | Vendas de estreia                | Total de vendas | Certificação |
| -------------------- | ------- | -------------------------------- | --------------- | ------------ |
| Daily Albums Chart   | 3       | 38,922 (Diário) 71,666 (Semanal) | 100,000+        | RIAJ: Ouro   |
| Weekly Albums Chart  | 4       | 38,922 (Diário) 71,666 (Semanal) | 100,000+        | RIAJ: Ouro   |
| Monthly Albums Chart | 11      | 38,922 (Diário) 71,666 (Semanal) | 100,000+        | RIAJ: Ouro   |
| Yearly Albums Chart  | 92      | 38,922 (Diário) 71,666 (Semanal) | 100,000+        | RIAJ: Ouro   |